# Траканић
Траканић (алб. Trakaniq) је насељено место у општини Ђаковица, на Косову и Метохији. Према попису становништва из 2011. у насељу је живело 349 становника.

## Становништво
Према попису из 2011. године, Траканић има следећи етнички састав становништва:
| Националност   | 2011.        |
| Албанци        | 324 (92,84%) |
| Роми           | 15 (4,30%)   |
| Ашкалије       | 6 (1,72%)    |
| Египћани       | 1 (0,28%)    |
| други и остало | 3 (0,86%)    |
| Укупно         | 349          |

| Демографија | Демографија | Демографија |
| Година      | Становника  | Становника  |
| ----------- | ----------- | ----------- |
| 1948.       | 192         |             |
| 1953.       | 215         |             |
| 1961.       | 240         |             |
| 1971.       | 289         |             |
| 1981.       | 401         |             |
| 1991.       | 485         |             |
| 2011.       | 349         |             |